# 田中瑤子
田中 瑤子（たなか ようこ、1932年4月22日 - 1999年9月11日）は、日本のピアニスト。鳥取県出身。夫は合唱指揮者で東京混声合唱団の桂冠指揮者である田中信昭。日本演奏連盟、日本現代音楽協会所属。
アンサンブル・ピアニストとして合唱団と共演することも多く、数多くの合唱組曲の初演にピアニストとして関わった。特に三善晃からの信頼は厚く、「五つの童画」や「オデコのこいつ」、「交聲詩 海」など、多くの三善晃の作品の初演のピアノを担当している。

## 人物
3歳の時からピアノやソルフェージュを学ぶ。東京藝術大学ピアノ科に入学し、藤村るり子、福井直俊、ハンス・カンに師事。大学入学直後に肺結核に罹患するも、病と戦いながら1956年に同大学を卒業。1956年、合唱指揮者の田中信昭が中心となり創立された東京混声合唱団の活動に参加。その後も指揮：田中信昭、ピアノ：田中瑤子という組み合わせで多数の公演に出演した。1965年に遊学のためニューヨークに渡ったことをきっかけに、度々アメリカ合衆国やヨーロッパ諸国での公演を持つようになる。1977年、自身初となるソロリサイタルを開催。

## CD
- 『田中瑤子の1・2・3 ～ひとりのピアニストと2台のピアノと3人の作曲家たち』（日本アコースティックレコーズ、2009年）
1984年3月26日に日本都市センターホールで行われた公演を収録。林光、新実徳英、三善晃のピアノ曲を取り上げた演奏会で、2台ピアノという形で3者と共演している。